# Križ, Sežana
Križ este o localitate din comuna Sežana, Slovenia, cu o populație de 500 de locuitori.